# أبو خليل (قرية)
قرية عرب أبو خليل هي إحدى القرى التابعة لمركز القوصية في محافظة أسيوط في جمهورية مصر العربية. حسب إحصاءات سنة 2006، بلغ إجمالي السكان في أبو خليل 2702 نسمة، منهم 1403 رجل و1299 امرأة.